# Manaria Friends
Manaria Friends (яп. マナリアフレンズ, Manaria Furenzu, укр. Манаріянські друзі), раніше Rage of Bahamut: Manaria Friends (яп. 神撃のバハムート マナリアフレンズ, Shingeki no Bahamūto Manaria Furenzu) — аніме-серіал, заснований на грі Rage of Bahamut. Прем'єра була спочатку запланована на квітень 2016 року, але була відкладена і перенесена на січень 2019 року. Аніме ліцензоване по всьому світу, окрім Азії, компанією Sentai Filmworks.

## Персонажі
Анне (яп. アン, An)
Сейю: Йоко Хікаса (оригінал), Кіт Томас (англійський дубляж)
Принцеса Містерії та студентка Академії магії Містерії. Магічно обдарована з раннього віку може керувати духами-охоронцями. Весела та завжди намагається робити правильні речі, вона притягує інших своєю харизмою, успадкованою від її батька, короля. Проте іноді вона може бути розсіяною. Вона глибоко піклується про свою подругу Грею.
Грея (яп. グレア, Gurea)
Сейю: Аяка Фукухара (оригінал), Ейвері Смітхарт (англійський дубляж)
Дівчина, що є напівлюдиною, напівдраконом, яка була аутсайдером серед драконів. Грея вступила до Академії магії Містерії, щоб спробувати жити серед людей. Спочатку вона була не впевнена у своїй зовнішності, але її дружба з Анне допомагає їй ставати більш впевненішою.
Ганна (яп. ハンナ, Han'na)
Сейю: Мідзукі Нана (оригінал), Джульєтта Сіммонс (англійський дубляж)
Президента класу в Академії магії Містерії. Її любов до школи та почуття відповідальності не мають рівних, що робить її фаворитом серед інших студентів. Вона так само горда, як і здатна досягати великих результатів, але не завжди має впевненість, щоб висловити те, що насправді відчуває.
Овен (яп. オーウェン, Ōwen)
Сейю: Ватару Хатано (оригінал), Адам Гіббс (англійський дубляж)
Королівський сторож, який прибув до академії, щоб служити охоронцем Анне. Іноді він може бути трохи суворим або занадто формальним, але його турбота про Анне є справжньою. Навчається в академії.
Лу (яп. ルゥ, Rū)
Сейю: Кояма Кіміко (оригінал), Гіларі Хааг (англійський дубляж)
Розсіяна та неуважна, але чарівна першокурсниця. Вона стає найкращою подругою спостерігача — монстра у формі ока, який впав з неба. Хоча їй ще далеко до того, щоб опанувати магію, вона насолоджується життям в академії.
Міранда (яп. ミランダ)
Сейю: Кікуко Іноуе (оригінал), Хейді Гінкель (англійський дубляж)
Викладачка священної магії в Академії магії Містерії. Хоча її манера говорити іноді може бути зухвалою, вона завжди думає про найкраще для студентів. Її хобі — шиття одягу, а її кабінет наповнений сумнівними за своїм доречним виглядом нарядами. Іноді може бути трохи безрозсудною.
Вільям (яп. ウィリアム, Wiriamu)
Сейю: Юма Учіда (оригінал), Адам Ноубл (англійський дубляж)
Студент з відмінними оцінками, який працює бібліотечним помічником в Академії магії Містерії. Коли він відчуває тиск, іноді починає говорити на діалекті рідного краю. Має нерозділені романтичні почуття до президента класу Ганни.
Хайнлайн (яп. ハインライン, Hainrain)
Сейю: Чіхару Савашіро (оригінал), Джей Хікман (англійський дубляж)
Викладач темної магії в Академії магії Містерії. Його майстерність у темній магії дозволяє йому зберігати спокій при будь-яких випробуваннях.
Поппі (яп. ポピー, Popī)
Сейю: Lynn (оригінал), Шелбі Блокер (англійський дубляж)
Студентка Академії магії Містерії. Знання, спокій і врівноваженість дозволяють їй бути секретарем президента класу Ганни.

## Виробництво
Оригінально під назвою Rage of Bahamut: Manaria Friends, серіал є адаптацією події «Академія Містерії» або «Manaria Mahō Gakuin» з гри Rage of Bahamut і не має зв'язку з попереднім аніме Rage of Bahamut, яке також було адаптовано з цієї гри. Cygames оголосила про адаптацію в серпні 2015 року. Спочатку було оголошено, що написання сценарію та режисура будуть здійснені Такафумі Хошікавою, а анімацію створить студія Hibari. Мегумі Ішіхара мала розробити дизайн персонажів та працювати як головний анімаційний директор. Кенічі Курата був арт-директором аніме, а музику мав написати Такаші Ватанабе. Однак 8 березня 2016 року всі кадри серіалу були зняті «через різні обставини». 2 жовтня 2018 року було оголошено, що серіал буде випущено під назвою Manaria Friends, а CygamesPictures втрутилася в анімацію серіалу. Крім того, Хідекі Окамото став режисером, Сатоко Секіне написала сценарії, Мінамі Йосіда розробила дизайн персонажів, а Такаші Ватанабе написав музику до серіалу.

## Трансляція та випуск
Серії мали вийти в ефір в рамках програми Ultra Super Anime Time, що включає короткометражне аніме від Ultra Super Pictures поряд з Space Patrol Luluco та другим сезоном Kagewani. Прем'єра мала відбутися 1 квітня 2016 року і транслюватися на Tokyo MX, BS11 та AT-X. Однак 8 березня 2016 року було оголошено, що трансляцію серії було відкладено до подальшого повідомлення і її слот у блоці Ultra Super Anime Time був заповнений повторним показом серіалу 2014 року Puchim@s!! Petit Petit Idolm@ster, спін-офом франшизи The Idolm@ster. Після зміни складу команди, прем'єру було перенесено на період з 20 січня 2019 року по 24 березня 2019 року.
Sentai Filmworks оголосила, що вони придбали світові права на аніме-серіал, за винятком Азії. Серія була випущена під назвою Mysteria Friends. Вона складалася з 10 епізодів. 21 квітня 2019 року Sentai Filmworks випустила англійський дубляж на платформі HIDIVE.
| № серії | Назва серії                                                                     | Оригінальна дата показу |
| --- | ------------------------------------------------------------------------------- | ----------------------- |
| 1 | «Анне та Грея» Транслітерація: «An to Gurea» (яп. アンとグレア)                 | 20 січня 2019           |
| Анне та Грея ведуть невимушену бесіду під час шкільного сніданку, коли інцидент у бібліотеці змушує Анне залишити її та спробувати вирішити проблему.                                |                                                                                 |                         |
| 2 | «Страждання принцеси-дракон» Транслітерація: «Tatsuki modaeru» (яп. 竜姫悶える) | 27 січня 2019           |
| Грея раптово захворює на сильну лихоманку, і Анне переглядає "заборонені" архіви бібліотеки, намагаючись знайти спосіб вилікувати її.                                                |                                                                                 |                         |
| 3 | «Вихідний принцеси» Транслітерація: «Hime-sama no Kyūjitsu» (яп. 姫様の休日)    | 3 лютого 2019           |
| Анне та Грея проводять день за покупками в місті. |                                                                                 |                         |
| 4 | «Період іспитів» Транслітерація: «Shiken kikan» (яп. 試験期間)                  | 10 лютого 2019          |
| У школі час іспитів, і через навчання Анне не вдається багато часу проводити з Греєю.                                                                                                |                                                                                 |                         |
| 5 | «Академія здається» Транслітерація: «Gakuin kanraku» (яп. 学院陥落)             | 17 лютого 2019          |
| Монстри раптово атакують школу зсередини, і Анне пробирається всередину, щоб знайти та врятувати Грею.                                                                               |                                                                                 |                         |
| 6 | «Дрейф у морі» Транслітерація: «Umi ni uku» (яп. 海に浮く)                      | 24 лютого 2019          |
| Поки решта класу розважається на пляжі, Анне та Грея вирушають у власну приватну пригоду.                                                                                            |                                                                                 |                         |
| 7 | «Хованки» Транслітерація: «Kakurenbo» (яп. かくれんぼ)                          | 3 березня 2019          |
| Анне та Грея чергують у бібліотеці й, щоб скоротати час, вирішують пограти в схованки.                                                                                               |                                                                                 |                         |
| 8 | «За лаштунками» Транслітерація: «Matsuri En no Ura» (яп. 祭演の裏)              | 10 березня 2019         |
| Шкільна вистава ось-ось розпочнеться, але Грею охоплює страх сцени, і Анне намагається заспокоїти її.                                                                                |                                                                                 |                         |
| 9 | «Одного дня...» Транслітерація: «Aruhi…» (яп. 或る日…)                          | 17 березня 2019         |
| Зима. Анне сумує і не розмовляє з Греєю, що може мати серйозні наслідки не лише для них двох, але й для всього світу.                                                                |                                                                                 |                         |
| 10 | «Їх обіцянка» Транслітерація: «Futari no chikai» (яп. ふたりの誓い)             | 24 березня 2019         |
| Літні канікули ось-ось почнуться, і майже всі залишають школу на святковий період. Грея розуміє, що з Анне вони скоро закінчать навчання, і у них залишилося зовсім мало часу разом. |                                                                                 |                         |

## Сприйняття
Серія була високо оцінена західними критиками завдяки високій якості анімації та привабливо зображеній взаємодії між головними персонажами з великим рівнем гомоеротизму та лесбійського підтексту. Терон Мартін з Anime News Network порівняв цей серіал з кращими прикладами «slice of life yuri». Хоча він погодився, що надмірно розмірене оповідання може здатися нудним, що відштовхує багатьох глядачів, він рекомендував серіал тим, хто любить жанр повсякденність або шукає шоу з великим потенціалом у стилі юрі.